# Ariel 2
Ariel 2 (другое название UK-C) — британский спутник для исследований в области радиоастрономии, часть программы Ариель, проводимой британским Советом по науке и инженерным разработкам. Создан американской компанией «Вестингхаус Электрик». Запуск осуществлён 27 марта 1964 года Американским космическим агентством NASA с использованием РН легкого класса Scout X-3 из испытательного центра на острове Уоллопс. Спутник массой 68 кг был выведен на эллиптическую орбиту с апогеем 289 км, перигеем в 1,343 км, наклонением в 51,6 градуса и орбитальным периодом 101,2 минуты. Ariel 2 прекратил работу в ноябре 1964 года и сошёл с орбиты 18 ноября 1967 года.